# O Guds Lamm (Graduale Romanum XVIII)
O Guds Lamm från Graduale Romanum XVIII är ett moment i den kristna mässan som heter Agnus Dei och den är skriven på 1100-talet.
Finns även en bearbetad version från 1701.

## Publicerad i
- Graduale Romanum XVIII
- Bjuråkerhandskriften
- Den svenska psalmboken 1701
- Musiken till Svenska Mässan 1897.
- Den svenska mässboken 1942, del 1.
- Gudstjänstordning 1976, del II Musik. (bearbetad)
- Den svenska kyrkohandboken 1986 under O Guds Lamm. (Två versioner)